# Fernet

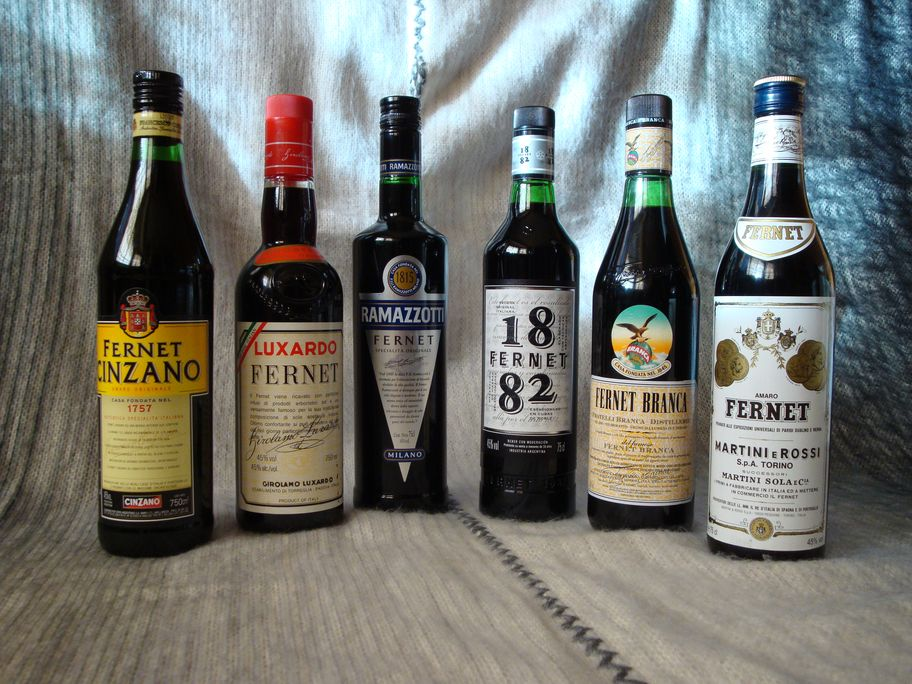
Diverse marche di fernet

Il fernet (AFI: /ferˈnɛt/) è un liquore italiano della famiglia degli amari, molto alcolico, bevuto prevalentemente come digestivo o come aperitivo, a base di erbe aromatiche quali - ad esempio - china, rabarbaro e genziana.

## Storia

### Il dottor Fernet

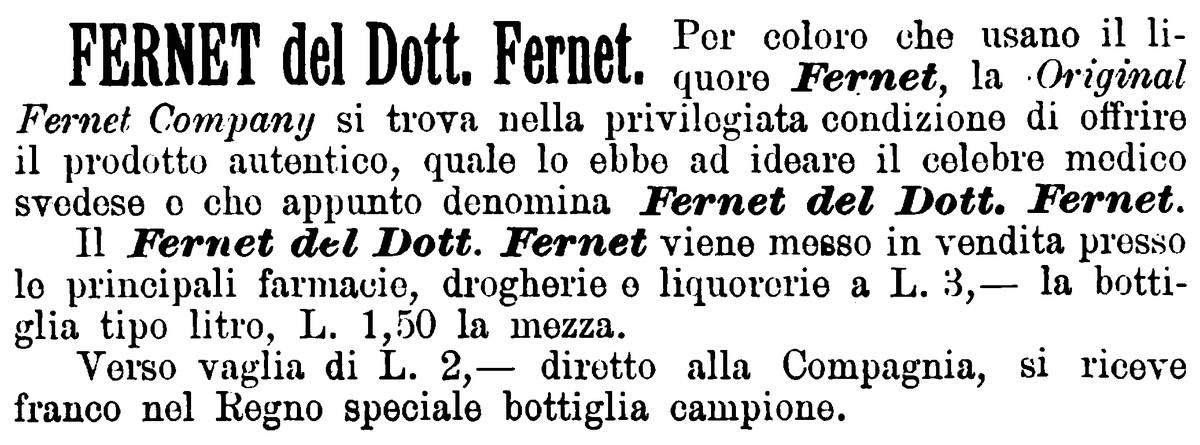
Pubblicità del 1908 con riferimento al dott. Fernet

Nell'Ottocento furono commercializzate varie marche di fernet, ma è ignota l'origine del termine, dato che era già in uso in Italia in precedenza. Alla fine del Settecento è citata una ricetta per il rimedio del dottor Fernet (o Fermet). Era indicato come un elisir di lunga vita inventato da un fantomatico medico svedese morto all'età di 104 anni per una caduta da cavallo; grazie al preparato il nonno del medico sarebbe morto all'età di 130 anni, la madre a 107 e il padre a 110. Altre fonti ottocentesche indicano Vernet come possibile nome del medico svedese. Successivamente il racconto legato al dottor Fernet subì una trasformazione e si legò a fatti più vicini nel tempo.

### Il colera

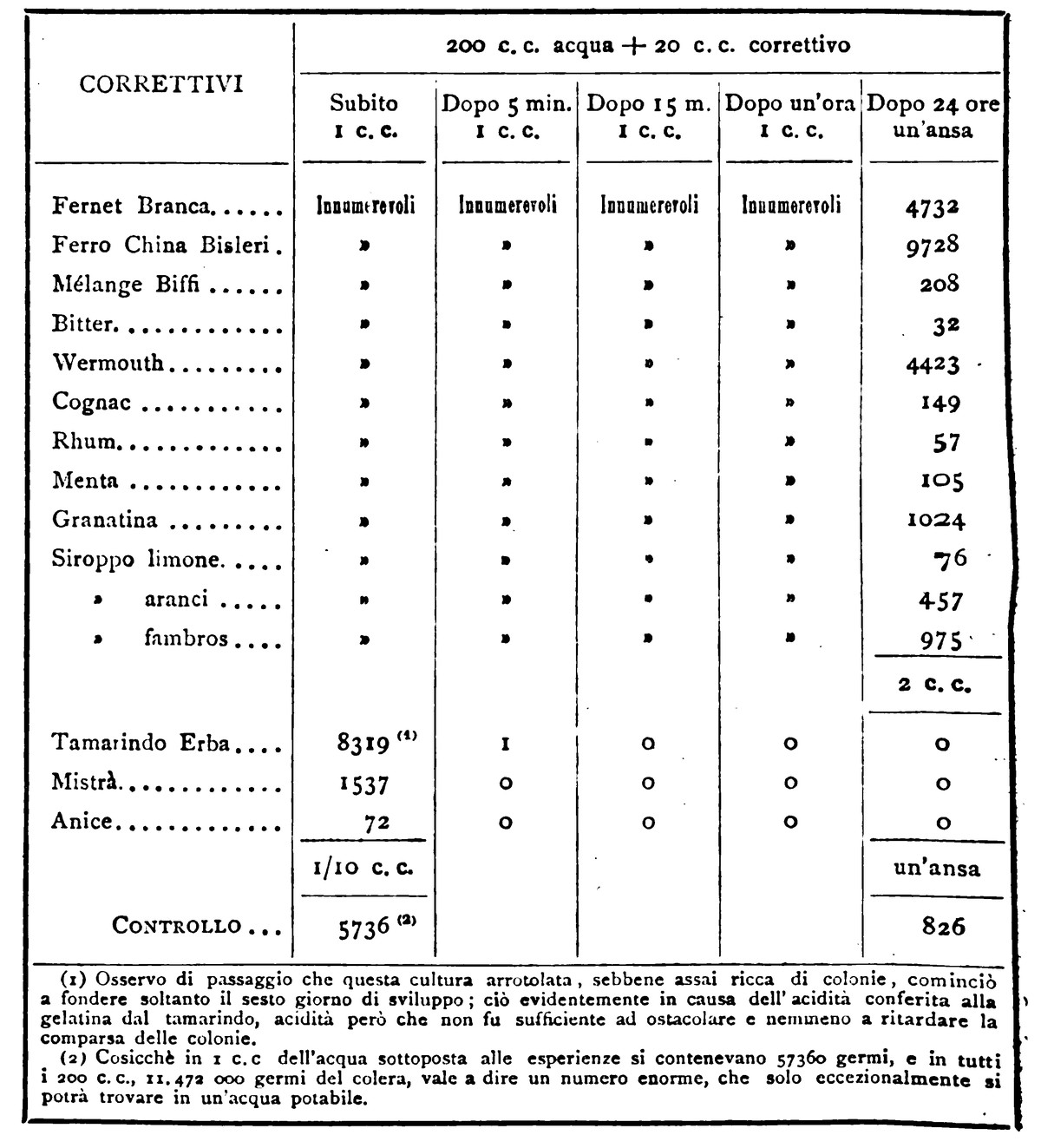
Risultati ottenuti nel 1893 per alcuni rimedi comuni per la purificazione dell'acqua contro il colera

A partire dalla metà dell'Ottocento venne commercializzato da diversi produttori di Milano e di Torino. Nel 1863 iniziò la produzione in Milano della ditta Fratelli Branca come Fernet Branca.
Nel 1867, in occasione dell'epidemia del colera, il fernet divenne un noto rimedio. Le pubblicità dell'epoca ne declamavano le virtù terapeutiche.
(Pubblicità del 1877)
Anche il Fernet Campari, ideato da Gaspare Campari, si presentava con caratteristiche terapeutiche similari.
Nel 1893 il dottor Costantino Gorini dell'Università degli Studi di Pavia pubblicò uno studio sui diversi prodotti per la depurazione dell'acqua dal colera; i risultati mostravano l'inefficacia di rimedi comunemente utilizzati come il fernet.
(C. Gorini, 1893)
Successivamente le varie marche di fernet pubblicizzarono il proprio prodotto principalmente come digestivo.

### La diffusione in Argentina
L'utilizzo del fernet contro il mal di mare rese immancabili le sue bottiglie nelle traversate degli emigranti. A partire dagli ultimi tre decenni dell'Ottocento fu notevolmente esportato in Argentina con marche Fernet Branca e Fernet De Vecchi.
Nel 1908 il Fernet Branca era una delle principali importazioni in Argentina ma venivano segnalate varie produzioni locali come il Fernet Manzoni e il Fernet Cavour, entrambi di Buenos Aires.